# Punta Fliess
Punta Fliess ist eine Landspitze im Nordosten von Half Moon Island im Archipel der Südlichen Shetlandinseln. Sie markiert die nordwestliche Begrenzung der Einfahrt von der McFarlane Strait in die Caleta Matamala.
Argentinische Wissenschaftler benannten sie nach dem argentinischen Marineoffizier Felipe Fliess (1878–1952), der 1903 die Rettungsfahrt mit der Korvette Uruguay für die in Not geratenen Teilnehmer der Schwedischen Antarktisexpedition (1901–1903) unter der Leitung Otto Nordenskjölds geleitet hatte.